# David en Catherine Birnie
David (16 februari 1951 – 7 oktober 2005) en Catherine Birnie (23 mei 1951) vormden een Australisch echtpaar seriemoordenaars. Het stel uit Perth werd veroordeeld voor de moorden op vier vrouwen en poging tot moord op een vijfde slachtoffer in de jaren tachtig. De zaak van de Birnies kwam bekend te staan als de Moorhouse Murders, naar het adres waar de moordpartijen zich afspeelden: Moorhouse Street 3.

## Aan het licht
Het potentiële vijfde slachtoffer van de Birnies deed ze de das om. Het 16-jarige meisje was ontsnapt door, op een moment van onoplettendheid van Catherine, naakt het raam uit te klimmen en een drogisterij binnen te gaan. Ze verklaarde onder bedreiging van een mes te zijn ontvoerd door een stel en vastgeketend aan een bed. Vervolgens verkrachtte de man haar, terwijl de vrouw toekeek. Het meisje vertelde de politie het adres waar het zich had afgespeeld.

## Arrestatie
Tijdens de daaropvolgende politieverhoren gaf David uiteindelijk toe, waarop ook Catherine brak. Samen vertelden ze over nog vier slachtoffers die dicht bij de stad in een bos begraven zouden liggen. Daar werden de lijken van Mary Frances Neilson (22), Susannah Candy (15), Noelene Patterson (31) en Denise Karen Brown (21) ook daadwerkelijk gevonden. Tijdens de rechtszaak bekende David schuld aan de vier aanklachten voor moord en de aanklacht voor ontvoering en verkrachting. Catherine en David werden beiden veroordeeld tot een levenslange gevangenisstraf. David hing zichzelf in 2005 op.

## Werkwijze
De Birnies waren niet kieskeurig wat betreft hun slachtoffers en konden er daarom makkelijk aankomen. De leeftijden van de vrouwen varieerden van 15 tot 31. De Birnies haalden ze in huis door op grote wegen te rijden en daar lifters op te pikken. Eenmaal in de auto, namen de Birnies ze onder bedreiging van een mes mee naar hun huis. Daar werden ze vervolgens vastgebonden, verkracht en uiteindelijk vermoord. Hun eerste slachtoffer (Nelson) werd gewurgd, hun tweede en derde slachtoffers (Candy en Patterson) werden eerst gedrogeerd met slaappillen en daarna gewurgd en hun laatste slachtoffer (Brown) werd met een mes en een bijl in stukken gehakt. Aan de laatste moord hield Catherine zo'n vieze nasmaak over dat ze later verklaarde het vijfde slachtoffer waarschijnlijk - onbewust - expres te hebben laten ontsnappen, omdat er een eind aan moest komen.